# Stumpfnasenaffen
Die Stumpfnasenaffen (Rhinopithecus) sind eine Primatengattung aus der Gruppe der Schlankaffen innerhalb der Familie der Meerkatzenverwandten (Cercopithecidae). Die Gattung umfasst fünf Arten, die in China, Vietnam und dem Norden Myanmars leben und teilweise sehr selten sind.

## Beschreibung
Die Stumpfnasenaffen haben ihren Namen von den kurzen, kaum aus dem runden Gesicht ragenden Stupsnasen, deren Öffnungen nach vorne gerichtet sind. Es sind relativ bunte Affen mit langem Fell, insbesondere an Schultern und Rücken. Sie erreichen eine Kopfrumpflänge von 51 bis 83 cm und eine Schwanzlänge von 55 bis 97 cm.

## Verbreitung und Lebensraum
Stumpfnasenaffen leben in Asien, ihr Verbreitungsgebiet umfasst Reliktwälder in den zentralen und südlichen Regionen Chinas sowie der Norden Vietnams. Sie bewohnen Gebirgswälder bis zu einer Höhe von 4500 Metern. Die drei chinesischen Arten leben dabei in gemäßigten Koniferen- oder Mischwäldern, in denen es im Winter häufig schneit und sehr kalt wird, sie zählen zu den kältetolerantesten Primaten überhaupt.

## Lebensweise und Ernährung
Zwei Arten, die Gold- und die Schwarze Stumpfnase, leben teilweise am Boden und teilweise in den Bäumen (semi-terrestrisch), die Graue und die Tonkin-Stumpfnase sind hingegen meist auf Bäumen zu finden. Alle Arten leben in variablen Gruppen von teilweise 600 Exemplaren zusammen, die sich in Zeiten des Nahrungsmangels (vor allem im Winter) in kleinere Untergruppen aufspalten. Untergruppen bestehen aus 5 bis 75 Tieren und sind meist Haremsgruppen mit nur einem Männchen. Stumpfnasen sind territoriale Tiere, die ihr Revier vor allem mit Geschrei gegenüber anderen verteidigen. Überhaupt kennen sie eine Vielzahl von Lauten, die manchmal von etlichen Tieren gleichzeitig fast chorartig aufgeführt werden.
Stumpfnasen sind Pflanzenfresser, ihre Nahrung besteht aus Baumnadeln, Knospen, Früchten, Blättern und Samen. Im Winter nehmen sie vielfach Flechten oder Baumrinde zu sich. Ein mehrkammeriger Magen hilft ihnen bei der Verdauung ihrer Nahrung.

## Fortpflanzung
Der Impuls zur Paarung geht vom Weibchen aus. Es nimmt Augenkontakt mit dem Männchen auf und läuft dann ein kurzes Stück weg, manchmal präsentiert sie ihm auch ihren Genitalbereich. Wenn das Männchen Interesse zeigt, was nicht immer der Fall ist, kommt es zur Begattung. Nach rund 200-tägiger Tragzeit kommt im Frühling oder Frühsommer meist ein Jungtier zur Welt. Jungtiere werden mit fünf bis sieben Jahren geschlechtsreif. Über Stillzeit oder Lebenserwartung ist nichts bekannt.

## Bedrohung
Die Stumpfnasenaffen gehören zu den bedrohtesten Primaten. Schuld daran war früher teilweise die Jagd, im Übrigen gilt das Fell dieser Affen als Heilmittel gegen Rheuma und wurde im chinesischen Kaiserreich zu zeremonieller Kleidung verarbeitet. Heute trägt die Rodung der Wälder die Hauptschuld an der Gefährdung. Von vier der fünf Arten leben heute weniger als 1500 Exemplare, nur die Goldstumpfnase ist noch häufiger.

## Arten und Systematik
Innerhalb der Gattung der Stumpfnasen werden fünf Arten unterschieden:
- Die Goldstumpfnase (Rhinopithecus roxellana) ist überwiegend goldgelb gefärbt und die häufigste und bekannteste Art.
- Die Schwarze Stumpfnase (R. bieti) lebt in Yunnan und Tibet.
- Die Graue oder Guizhou-Stumpfnase (R. brelichi) kommt nur im Fanjin-Gebirge in der chinesischen Provinz Guizhou vor.
- Die Tonkin-Stumpfnase (R. avunculus) lebt nicht in China, sondern im nördlichen Vietnam. Mit nur mehr rund 300 Tieren ist sie die seltenste Art.
- Der Burmesische Stumpfnasenaffe (Rhinopithecus strykeri) aus dem Norden Myanmars[1]

Nicht in diese Gattung gehört die Pageh-Stumpfnase, die eine eigene Gattung (Simias) bildet.
Ihre nächsten Verwandten sind die Kleideraffen, manchmal werden sie sogar in die gleiche Gattung wie diese (Pygathrix) gestellt.